# Sauris nebulosa
Sauris nebulosa là một loài bướm đêm trong họ Geometridae.